# Notre combat
Notre Combat était une revue française bimensuelle fondée par Robert Denoël en 1939 dans une optique anti-allemande. Elle fut reprise par les Éditions Le Pont entièrement propriété de l’ambassade d’Allemagne en 1941.